# Karin (rimski cesar)
Mark Avrelij Karin je bil rimski cesar od leta 283 do julija 285. Bil je starejši sin cesarja Kara, med čigar vladavino je upravljal zahodni del Rimskega cesarstva.
Karin je bil uspešen v vojni proti Germanom, vendar je kasneje zapustil to fronto in se preselil v Rim.
Po Karovi smrti je vojska zahtevala, da se vrne z Vzhoda in socesar Numerijan, Karov mlajši sin, je bil prisiljen to sprejeti. Med vrnitvijo je bil Numerijan ubit, Dioklecijan pa je bil razglašen za cesarja.
Ko je to slišal, se je Karin odpravil proti Vzhodu, da bi se srečal z Dioklecijanom. Na poti skozi Panonijo ali nekje blizu Verone je Karin zatrl uzurpatorja Julijana in se v Meziji približal Dioklecijanovim četam.
Ko se je začela bitka pri Margumu, je bil Karin uspešnejši, vendar ga je nenadoma ubil nezadovoljen vojak, kar je privedlo do Dioklecijanove zmage. Po drugem poročilu je imel Dioklecijan od začetka več uspeha v bitki.
Po tradiciji je bil Karin eden najslabših rimskih cesarjev.

## Imenovanje za cezarja
Bodoči cesar Mark Avrelij Karin se je rodil okoli leta 250. O njegovi mladosti ni znano nič. Leta 282 so legije, nameščene v provincah Retija in Norik, razglasile Karinovega očeta, prefekta pretorija Marka Avrelija Kara, za cesarja in sprožile upor proti takratnemu cesarju Probu. Probova vojska se je nahajala v panonskem mestu Sirmium (današnja Sremska Mitrovica v Srbiji). Ker niso želeli vojskovati proti Karu, so vojaki ubili Proba.
Do očetovega prihoda na prestol je bil Karin že odrasel moški. Poročen je bil z Magnijo Urbiko, s katero je morda imel sina po imenu Nigrinijana. Kmalu po razglasitvi za cesarja septembra 282 je Kar svojim sinovom podelil nazive najplemenitejših cezarjev (nobilissimus Caesar) in "vodje mladine" (princeps iuventutis). Konec leta 282 sta Kar in Numerijan odšla na vzhod, na pohod proti Perziji. Spotoma sta premagala Kvade in Sarmate. V čast te zmage sta prejela naziv "Germanski Največji", s katerim se je ponašal tudi Karin, čeprav ni sodeloval v pohodu. Po Historia Augusta je Kar, preden se je odpravil na vzhod, svojemu starejšemu sinu prepustil oblast nad zahodnimi provincami in mu imenoval svetovalce. Karin je odpustil svoje svetovalce in začel vladati samovoljno. Kar je obžaloval, da je Kara pustil za regenta Zahoda in ga je hotel odvzeti naziva Cezarja.
Za razliko od mladoletnih cezarjev iz tistega obdobja je Karin užival cesarske časti. Na denarju, izdanem v njegovo čast, je bil prikazan z lovorjevim vencem.
Leta 283 je opravljal funkcijo konzula skupaj z očetom. V začetku tega leta, po zmagi nad Perzijci, je bil povzdignjen v naziv Avgusta. Poleg tega so Kar, Karin in Numerijan prejeli zmagovalni naziv "Perzijski Največji". Na denarju, kovanem v Lugdunumu v čast vrnitve miru, sta prikazana oče in sin skupaj. Kolegialnost med Karom in Karinom, podobna tisti med Valerijanom I. in Galienom, je služila kot opora novega režima in zagotavljala cesarjevo prisotnost na dveh mestih hkrati. Po vsej verjetnosti je bil Karin Karov najljubši naslednik, saj je, kot se zdi, posedoval večje administrativne sposobnosti in vojaški talent v primerjavi s svojim mlajšim bratom..

## Sovladanje z Numerijanom in smrt
Nekje, po vsej verjetnosti v drugi polovici leta 283, je Kar umrl v daljni Perziji. Njegova sinova sta ga nasledila brez večjih težav. Karin je obdržal naziv starejšega avgusta, ker je bil sposoben ohraniti videz reda in zadržati lojalnost vojakov.. 
Obstajajo dokazi, da je nadaljeval vojno v Podonavju in vodil še en pohod proti Kvadom. Napis iz Akvinkuma CIL III 3469 se nanaša na to vojno.
Cesar je preživel zimo 283/84 v Rimu, kjer je drugič postal konzul, tokrat s svojim mlajšim bratom.. Od tam je odšel v Britanijo, kjer je izvedel pohod, na katerega je aludiral pesnik Mark Avrelij Olimpij Nemezijan v svojem delu Cynegetica. Po končanem pohodu je Karin dobil zmagovalni naziv „Britanski Največji“.
Karova smrt je omogočila ambicioznim in nezadovoljnim osebam, da poskusijo svojo srečo v boju za prestol.
Upor prefekta pretorija Sabina Julijana v Italiji je izbruhnil kmalu po novici, da je Numerijan umrl na Vzhodu pod nerazjasnjenimi okoliščinami novembra 284.. Upor je zahteval nujno intervencijo. Karin se je takrat nahajal v Britaniji. V začetku leta 285 je krenil proti Julijanu in ga porazil nedaleč od Verone.. 
V virih se omenja tudi korektor province Benečije in Istre Mark Avrelij Julijan, ki je dvignil upor v podonavskih provincah. Pod njegovim nadzorom sta se znašli obe Panoniji. Vendar pa je Julijan doživel poraz od Karina v Iliriku. Ti dve osebi se pogosto zamenjujeta in mešata.
Po Numerijanovi smrti je vzhodna vojska zavrnila priznanje Karina za edinega vladarja Rimskega cesarstva in za cesarja razglasila enega od svojih starešin — Diokla. Diokle je kasneje prevzel ime Dioklecijan, pod katerim je tudi vstopil v zgodovino..
Po zmagi nad Julijanom je Karin krenil v Mezijo. Julija 285 se je njegova vojska srečala z Dioklecijanovimi silami na Moravi. Viri različno opisujejo, kaj se je zgodilo. Po tradiciji, ki je sovražno nastrojena proti Karinu, je njegova vojska zmagala nad Dioklecijanom, vendar ga je v prelomnem trenutku ubil eden od njegovih častnikov ali vojakov, katerega ženo je nadlegoval.. Po drugi različici je Karina zapustila vojska med Viminacijem (današnji Kostolac) in Zlatno planino V prid trditvi o predaji govori dejstvo, da je pretorijanski prefekt Tit Klavdij Mark Avrelij Aristobul po Karinovim porazu ostal tudi pod Dioklecijanom na svoji funkciji in kasneje uspešno nadaljeval kariero. Po smrti je bil Karin obsojen na pozabo (Damnatio memoriae).

## Osebne lastnosti
Karinov lik je v „Historia Augusta“ prikazan v skrajno negativni luči. 
Karin, najbolj pokvarjen človek od vseh, prešuštnik. Pogosto je kvaril mladino (sram me je reči, kaj je Onezim navedel v pismih), zlorabljal je tudi svojo spolno naravo. Ko ga je oče pustil kot cezarja, mu je dodelil Galijo in Italijo, Ilirik, Hispanijo in Britanijo in Afriko je držal cesarsko oblast, vendar je imel takšno pravico, da je delal vse, kar dela avgust. Omazal se je z gnusnimi zločini in neizmerno gnusobo. Od sebe je oddaljil vse najboljše prijatelje, izbral in obdržal pa je vse najslabše. Za prefekta mesta je postavil enega od svojih vratarjev, od katerega si gršega ni bilo mogoče zamisliti niti ga kdaj opisati. Prefekta pretorija, ki ga je imel, je ubil. Na njegovo mesto je postavil starega zvodnika, enega od svojih pisarjev, ki ga je vedno imel za zaupnika in pomočnika pri svojih norostih in muhah. Postal je konzul proti očetovi volji. Senatu je pošiljal pisma, polna oholosti. Drhali mesta Rima, kot da je rimsko ljudstvo, je obljubil dobrine Senata. Poročil se je in ločil z devetimi ženskami. Mnoge je odgnal, ko so bile še v drugem stanju. Dvor je napolnil s plesalkami, prostitutkami, |pantomimiki, pevci in zvodniki. Imel je takšno gnusobo do pisanja, da je nekega prostaškega človeka, s katerim se je vedno opoldne šalil, zadolžil za pisanje. Veliko ga je preklinjal, ker je dobro posnemal njegovo pisavo.
Imel je dragulje na čevljih. Če zaponka ni bila iz draguljev, je ni uporabljal. Celo njegov pas je bil iz draguljev. Skratka, mnogi so ga v Iliriku imenovali kralj. Nikoli se ni pojavil pred prefekti in konzuli. Nesramnim ljudem je dal največ in jih vedno vabil na gostijo. Na svoji gostiji je pogosto postregel sto funtov ptic, sto funtov rib, tisoč funtov različnega mesa. Točil je zelo veliko vina. Plaval je med sadjem in melonami. Jedilnice in spalnice je prekril z vrtnicami iz Mediolanuma. Kopal se je v kopališčih, ki so bila hladna kot podzemne komore, in se hladil v hladilnicah, ki so bile polne snega. Ko je pozimi prišel v neko mesto, v katerem je izvirna voda vroča, kakršna je običajno po svoji naravi pozimi, in se kopal v njej v bazenu, se pripoveduje, da je rekel bazenarjem: „Pripravili ste mi vodo za ženske.“ Njegov oče, ko je slišal, kaj je ta delal, je vzkliknil: „On ni moj sin.“ Nazadnje se je odločil, da Konstancija Klora, ki je pozneje postal cesar, takrat pa je bil namestnik Dalmacije, predlaga na njegovo mesto, ker se mu takrat noben človek ni zdel boljši, tega (Karina) pa, kot pripoveduje Onezim, da ubije.
Koliko je točno tisto, kar se navaja v Historia Augusti, je težko reči. Navedbe so po vsej verjetnosti odraz Dioklecijanove propagande. Negativen odnos do Karina, zgrajen na takšnih zgodbah, so spodbujali tudi kasnejši vladarji. . Ne glede na to ali so bile te zgodbe resnične ali ne, po Numerijanovi smrti vojaki niso izrazili niti najmanjše želje, da bi priznali Karina za cesarja.

## Družinsko drevo
|                                       |                                       |                                       |                                       |                                       |                                       |  |  |                           |                           |                           |                           |                           |                           |  |  |                           |                           |                           |                           |                           |                           |  |  |                                            |                                            |                                            |                                            |                                            |                                            |  |  |                            |                            |                            |                            |                            |                            |  |  |                                                |                                                |                                                |                                                |                                                |                                                |  |  |  |  |  |  |  |  |  |  |  |  |  |  |  |  |  |  |  |  |  |  |  |  |  |  |  |  |
|                                       |                                       |                                       |                                       |                                       |                                       |  |  |                           |                           |                           |                           |                           |                           |  |  |                           |                           |                           |                           |                           |                           |  |  |                                            |                                            |                                            |                                            |                                            |                                            |  |  |                            |                            |                            |                            |                            |                            |  |  |                                                |                                                |                                                |                                                |                                                |                                                |  |  |  |  |  |  |  |  |  |  |  |  |  |  |  |  |  |  |  |  |  |  |  |  |  |  |  |  |
| predhodnik Tacit Rimski cesar 275–276 | predhodnik Tacit Rimski cesar 275–276 | predhodnik Tacit Rimski cesar 275–276 | predhodnik Tacit Rimski cesar 275–276 | predhodnik Tacit Rimski cesar 275–276 | predhodnik Tacit Rimski cesar 275–276 |  |  | Florijan Rimski cesar 276 | Florijan Rimski cesar 276 | Florijan Rimski cesar 276 | Florijan Rimski cesar 276 | Florijan Rimski cesar 276 | Florijan Rimski cesar 276 |  |  | Prob Rimski cesar 276–282 | Prob Rimski cesar 276–282 | Prob Rimski cesar 276–282 | Prob Rimski cesar 276–282 | Prob Rimski cesar 276–282 | Prob Rimski cesar 276–282 |  |  | Kar Rimski cesar 282–283                   | Kar Rimski cesar 282–283                   | Kar Rimski cesar 282–283                   | Kar Rimski cesar 282–283                   | Kar Rimski cesar 282–283                   | Kar Rimski cesar 282–283                   |  |  |                            |                            |                            |                            |                            |                            |  |  | next Dioklecijan Rimski cesar 284–305 ∞ Priska | next Dioklecijan Rimski cesar 284–305 ∞ Priska | next Dioklecijan Rimski cesar 284–305 ∞ Priska | next Dioklecijan Rimski cesar 284–305 ∞ Priska | next Dioklecijan Rimski cesar 284–305 ∞ Priska | next Dioklecijan Rimski cesar 284–305 ∞ Priska |  |  |  |  |  |  |  |  |  |  |  |  |  |  |  |  |  |  |  |  |  |  |  |  |  |  |  |  |
| predhodnik Tacit Rimski cesar 275–276 | predhodnik Tacit Rimski cesar 275–276 | predhodnik Tacit Rimski cesar 275–276 | predhodnik Tacit Rimski cesar 275–276 | predhodnik Tacit Rimski cesar 275–276 | predhodnik Tacit Rimski cesar 275–276 |  |  | Florijan Rimski cesar 276 | Florijan Rimski cesar 276 | Florijan Rimski cesar 276 | Florijan Rimski cesar 276 | Florijan Rimski cesar 276 | Florijan Rimski cesar 276 |  |  | Prob Rimski cesar 276–282 | Prob Rimski cesar 276–282 | Prob Rimski cesar 276–282 | Prob Rimski cesar 276–282 | Prob Rimski cesar 276–282 | Prob Rimski cesar 276–282 |  |  | Kar Rimski cesar 282–283                   | Kar Rimski cesar 282–283                   | Kar Rimski cesar 282–283                   | Kar Rimski cesar 282–283                   | Kar Rimski cesar 282–283                   | Kar Rimski cesar 282–283                   |  |  |                            |                            |                            |                            |                            |                            |  |  | next Dioklecijan Rimski cesar 284–305 ∞ Priska | next Dioklecijan Rimski cesar 284–305 ∞ Priska | next Dioklecijan Rimski cesar 284–305 ∞ Priska | next Dioklecijan Rimski cesar 284–305 ∞ Priska | next Dioklecijan Rimski cesar 284–305 ∞ Priska | next Dioklecijan Rimski cesar 284–305 ∞ Priska |  |  |  |  |  |  |  |  |  |  |  |  |  |  |  |  |  |  |  |  |  |  |  |  |  |  |  |  |
|                                       |                                       |                                       |                                       |                                       |                                       |  |  |                           |                           |                           |                           |                           |                           |  |  |                           |                           |                           |                           |                           |                           |  |  |                                            |                                            |                                            |                                            |                                            |                                            |  |  |                            |                            |                            |                            |                            |                            |  |  |                                                |                                                |                                                |                                                |                                                |                                                |  |  |  |  |  |  |  |  |  |  |  |  |  |  |  |  |  |  |  |  |  |  |  |  |  |  |  |  |
|                                       |                                       |                                       |                                       |                                       |                                       |  |  |                           |                           |                           |                           |                           |                           |  |  |                           |                           |                           |                           |                           |                           |  |  | Karin Rimski cesar 282–284 ∞ Magnia Urbika | Karin Rimski cesar 282–284 ∞ Magnia Urbika | Karin Rimski cesar 282–284 ∞ Magnia Urbika | Karin Rimski cesar 282–284 ∞ Magnia Urbika | Karin Rimski cesar 282–284 ∞ Magnia Urbika | Karin Rimski cesar 282–284 ∞ Magnia Urbika |  |  | Numerijan so-cesar 282–284 | Numerijan so-cesar 282–284 | Numerijan so-cesar 282–284 | Numerijan so-cesar 282–284 | Numerijan so-cesar 282–284 | Numerijan so-cesar 282–284 |  |  | Galerija Valerija                              | Galerija Valerija                              | Galerija Valerija                              | Galerija Valerija                              | Galerija Valerija                              | Galerija Valerija                              |  |  |  |  |  |  |  |  |  |  |  |  |  |  |  |  |  |  |  |  |  |  |  |  |  |  |  |  |

## Primarni viri
- Avrelij Viktor, Epitome de Caesaribus
- Evtropij, Breviarium ab urbe condita[usurped]
- Historia Augusta, Life of Carus, Carinus and Numerian
- Ivan Zonara, Compendium of History extract: Zonaras: Alexander Severus to Diocletian: 222–284

| Vladarski nazivi            | Vladarski nazivi                                                                                              | Vladarski nazivi                                             |
| --------------------------- | --- | ------------------------------------------------------------ |
| Predhodnik: Kar             | Rimski cesar 283–284 Z: Numerijanom                                                                           | Naslednik: Dioklecijan                                       |
| Politične funkcije          | |                                                              |
| Predhodnik: Kar, Victorinus | Konzul Rimskega cesarstva 283-285 z Kar, Numerijan , Dioklecijan, Bassus, Titus Claudius Aurelius Aristobulus | Naslednik: Dioklecijan, TTitus Claudius Aurelius Aristobulus |